# عشروني الأضلاع

مضلع عشريني منتظم.

في الهندسة الرياضية، العشريني هو مضلع له 20 ضلع و 20 زاوية.

## العشروني المنتظم
- في العشريني المنتظم، يكون مجموع زوايا المضلع 3240°، حيث كل زاوية تساوي 162°.
- تعطى مساحة عشريني منتظم له طول ضلع t بالعلاقة:

{\displaystyle A=5t^{2}\cot {\frac {\pi }{20}}\simeq 31.5688t^{2}.}